# Horst Gärtner (Mikrobiologe)

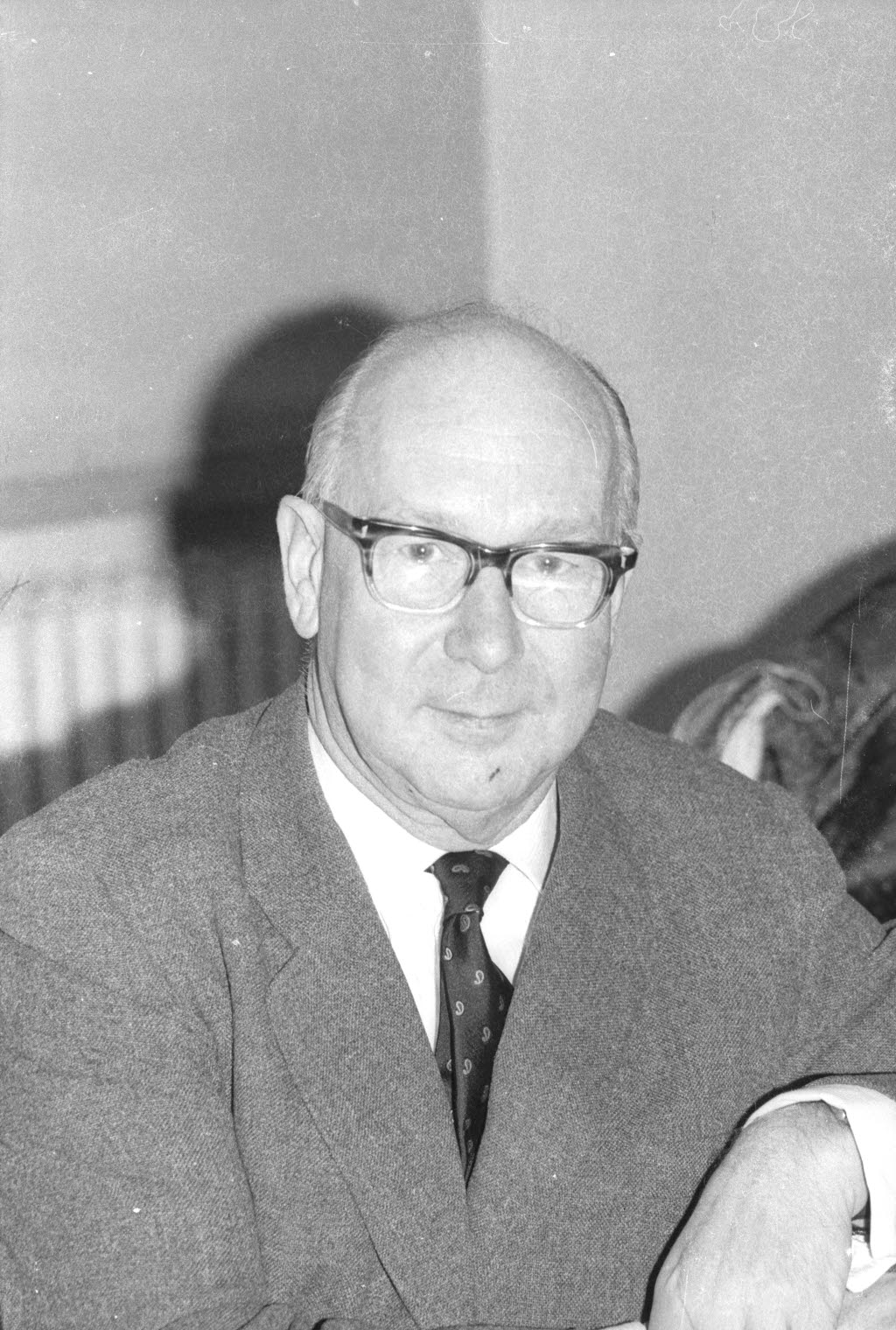
Horst Gärtner (1968)

Horst Gärtner (vollst. Name Hermann Oskar Horst Gärtner; * 15. Mai 1911 in Lichtentanne; † 29. Oktober 2001 in Kiel) war ein deutscher Mikrobiologe und Hygieniker.

## Leben
Als Sohn eines Betriebsoberingenieurs im Bergbau studierte Gärtner ab 1930 Medizin an der Georg-August-Universität Göttingen, der Philipps-Universität Marburg, der Westfälischen Wilhelms-Universität und der Friedrich-Wilhelms-Universität zu Berlin. Zuletzt wieder in Münster, wurde er 1936 dort zum Dr. med. promoviert. Während seiner Dienstzeit bei der Wehrmacht leitete Gärtner von 1940 bis 1945 ein hygienisches Feldlabor. 1941 habilitierte er sich in Münster. 1942 wurde er in Münster zum a.o. Professor ernannt.
1951 wurde Gärtner zum  o. Professor an der Universität des Saarlandes berufen.
1957 wechselte er als o. Professor und Leiter des Medizinal-Untersuchungsamtes nach Kiel. Bis 1980 war er Lehrstuhlinhaber für Mikrobiologie und Hygiene einschließlich Sozialhygiene und Gesundheitsfürsorge und Direktor des Hygiene-Instituts der Universität Kiel. Nach der Emeritierung 1979 teilte er „sein“ Institut in drei neue auf: Hygiene und Umweltmedizin, Medizinische Mikrobiologie und Virologie, Immunologie.
Seit Anfang der 1980er Jahre Witwer, musste Gärtner sein Haus am Kieler Niemannsweg wegen gesundheitlicher Probleme verlassen und in ein Seniorenheim in der Stadtmitte Kiels ziehen. In seiner Wohnung wurde er Opfer eines Überfalls. Die erheblichen körperlichen und seelischen Verletzungen versuchte er zu überwinden. Seinen 90. Geburtstag konnte er noch festlich begehen. Zwei Monate später starb er. Er hinterließ einen Sohn und zwei Töchter.
Wissenschaftlich befasste sich Gärtner vor allem mit der Silikose, mit der Epidemiologie verschiedener Infektionskrankheiten, mit Schutzimpfungen, mit der Wasser- und Abwasserhygiene und mit sozialhygienischen Fragen.
1960/61 war Gärtner Dekan der Medizinischen Fakultät der Christian-Albrechts-Universität. In der akademischen Selbstverwaltung sehr engagiert, war er bis 1979 der erste Vorsitzende des neu geschaffenen Verwaltungsrates vom Universitätsklinikum Kiel, dessen zeitgemäße Umstrukturierung er maßgeblich betrieb.

## Corpsstudent
Als Sohn eines Weinheimer Corpsstudenten wurde Gärtner im November 1932 (mit Horst Lahr) beim Corps Guestphalia Berlin aktiv. Als exzellenter Kenner des deutschen Hochschulwesens, der studentischen Heraldik, der corpsstudentischen Sitten und Gebräuche und verbindungsstudentischer Antiquitäten war er von 1966 bis 1982 der Archivar seines Corps. Er baute das 1943 zerstörte Corpsarchiv wieder auf, war Mitherausgeber und Schriftleiter von Guestphalias Corpsgeschichte und schrieb die Kurzbiografien vieler Corpsbrüder. Wegen seiner herausragenden und vielfältigen Verdienste verlieh ihm Guestphalia 1980 die Ehrenmitgliedschaft.
Beim befreundeten Corps Holsatia verkehrte er regelmäßig. Er unterrichtete den Nachwuchs in Studentengeschichte, betreute Doktoranden und gewährte vielen Holsteinern Quartier. Aus Respekt und Dankbarkeit verlieh ihm Holsatia bereits 1963 die Corpsschleife und zwei Jahre später das Band.

## Werke
- Mengenmessungen und Untersuchungen von Gewerbestauben (1947)
- Lehrbuch der Hygiene, Präventive Medizin (1. Auflage 1964; 2. Auflage 1969).
- Erinnerungen an die Tätigkeit an der Universität des Saarlandes 1951–1957, in: Saarländisches Ärzteblatt 45, Heft 8, August 1992, 408–416.